# Parsonsia eucalyptophylla
Parsonsia eucalyptophylla är en oleanderväxtart som beskrevs av Ferdinand von Mueller. Parsonsia eucalyptophylla ingår i släktet Parsonsia och familjen oleanderväxter. Inga underarter finns listade i Catalogue of Life.